# ラフシャン・ハイダロフ
ラフシャン・ハイダロフ (ラテン文字:Ravshan Khaydarov, Ravshan Haydarov、ウズベク語: Равшан Хайдаров、1961年7月15日 - ) は、ウズベキスタン・タシュケント出身の元プロサッカー選手、サッカー指導者である。現役時のポジションはDF。現在はウズベキスタンU-22の監督を務めている。

## キャリア
ハイダロフは1984年にFKヒヴァでキャリアを開始し、2シーズンを過ごした。その後ツェリンニクで2年間プレーした後、トラクトル・タシュケントでキャリアを終えた。

## 監督
ハイダロフは引退前に所属していたトラクトル・タシュケントでコーチに就任、後に監督に昇格した。
2002年1月3日にサッカーウズベキスタン代表に就任する前は、ヴラディーミル・サルコフについてウズベキスタン代表のコーチを務めていた。
2002年の前半戦はタチュムラド・アガムラドフ (Tachmurad Agamuradov) に代わってFCパフタコール・タシュケントの監督を務めていた。
ハンス＝ユルゲン・ゲーデがウズベキスタン代表監督を解任されると、ウズベキスタン代表監督に就任した。2005年7月25日、ハイダロフは代表監督を辞任し、ボブ・ホートンが新監督に就任した。
2008年10月、ハイダロフはメタルルグ・ベカバードに1:2で敗れてクルフチとの勝ち点差が開いたため、パフタコール・タシュケントの監督を辞任した。ミオドラグ・ラドゥロヴィッチが監督を辞任しロシア・プレミアリーグ所属のFCディナモ・モスクワに就任すると、ハイダロフは2010年5月4日に再度パフタコールの監督に就任した。
2011年9月28日、ハイダロフは再び解任され、後任の暫定監督としてムロド・イスマイロフ (Murod Ismailov) が就任した。
2012年1月、ハイダロフはPFCキジルクム・ザラフシャンの監督に就任した。

## 獲得タイトル

### 監督
- ウズベキスタン最優秀監督賞 2位 (2): 2005, 2007
- ウズベク・リーグ 優勝 (2): 2006, 2007
- ウズベキスタン・カップ 優勝 (2): 2006, 2007